# أغوستاوستلاند أباتشي
أغوستاوستلاند أباتشي (AgustaWestland Apache) هي نسخة من الهليكوبتر الهجومية من طراز أباتشي لونغبو المصنوعة للقوة الجوية للجيش البريطاني. وكانت شركة بوينغ للدفاع والفضاء والأمن قد قامت ببناء الثماني طائرات الأولى منها؛ ثم تم تجميع 59 المتبقية من قبل شركة ويستلاند هليكوبتر (هي الآن جزء من ليوناردو) في مقرها الواقع في يوفيل، مقاطعة سومرست في إنكلترا من خلال تجميع الأجزاء الموردة من مجموعة بوينغ. والتي تشمل محركات رولز رويس توربوميكا المحدودة، وجناحا جديدا للدفاع الإلكتروني الإلكتروني وآلية شفرات قابلة للطي تسمح للنسخة البريطانية بالعمل من سطح السفن. تم تعيين تسمية الطائرة في البداية (WAH-64) من قبل شركة ويستلاند هليكوبتر، وفي وقت لاحق، تم تعيين تسمية أباتشي AH Mk 1 (يقصر الاسم في كثير من الأحيان إلى أباتشي AH1) من قبل وزارة الدفاع.

## مواصفات (أباتشي AH1)
المعلومات من AgustaWestland page Jane's Air Forces, proposed)

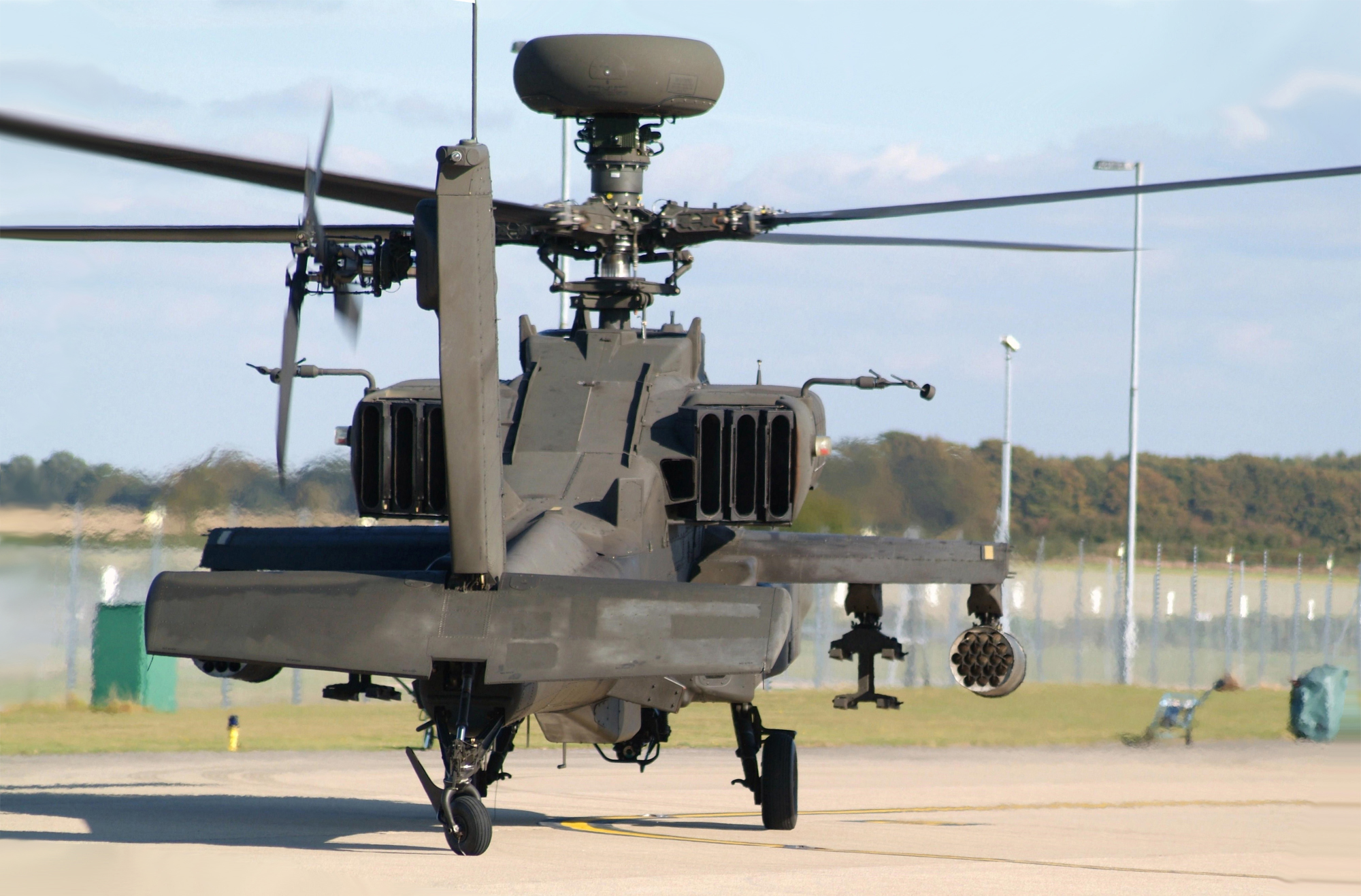
Rear view of an Apache preparing to takeoff, the narrow body is apparent

- Rockets: CRV7 with Flechette (Tungsten dart) or High-Explosive Incendiary Semi-Armour Piercing (HEISAP) warheads.  Until 2008 also MPSM with nine M-73 bomblets.

## مزيد من القراءة
- King, Anthony. "The Transformation of Europe's Armed Forces: From the Rhine to Afghanistan". Cambridge University Press, 2011. (ردمك 0-521-76094-1).
- Macy, Ed. "Hellfire". Harper Collins, 2010. (ردمك 0-00-728820-4).
- Madison, Charlotte. "Dressed to Kill", Headline Review, 2010. (ردمك 0-7553-1962-1).
- Ryan, Mike. "Battlefield Afghanistan". Spellmount, 2007. (ردمك 1-86227-390-1).
- Thornton, Rod. "Asymmetric Warfare: Threat and Response in the Twenty-First Century". Polity, 2005. (ردمك 0-7456-3365-X).

## روابط خارجية
- Apache Mk 1's - Leonardo official website
- Westland Apache AH Mk 1 (WAH-64 Apache Longbow) on Army Air Corps